# David di Donatello 1973
La 18a edició dels premis David di Donatello, concedits per l'Acadèmia del Cinema Italià va tenir lloc el 21 de juliol de 1973 al Teatre grecoromà de Taormina. El premi consistia en una estatueta dissenyada per Bulgari.

## Guanyadors

### Millor pel·lícula
- Alfredo Alfredo, dirigida per Pietro Germi (ex aequo)
- Ludwig, dirigida per Luchino Visconti (ex aequo)

### Millor director
- Luchino Visconti - Ludwig

### Millor actriu
- Florinda Bolkan - Cari genitori (ex aequo)
- Silvana Mangano - Lo scopone scientifico (ex aequo)

### Millor actor
- Alberto Sordi - Lo scopone scientifico

### Millor actriu estrangera
- Liza Minnelli - Cabaret (Cabaret)

### Millor actor estranger
- Yves Montand - César et Rosalie (ex aequo)
- Laurence Olivier - L'empremta (Sleuth) (ex aequo)

### Millor director estranger
- Bob Fosse - Cabaret (Cabaret)

### Millor pel·lícula estrangera
- El Padrí (The Godfather), dirigida per Francis Ford Coppola

### David Europeu
- Vittorio De Sica

### David especial
- Helmut Berger, per la seva interpretació a Ludwig
- Al Pacino, per la seva interpretació a El Padrí
- Maria Schneider per les seves interpretacions a L'últim tango a París i Cari genitori
- Henry Fonda, per tota la seva carrera